# Peter Maslowski (Historiker)
Peter Maslowski (* 1944) ist ein US-amerikanischer Militärhistoriker. Er ist Professor an der University of Nebraska-Lincoln.
Maslowski studierte an der Miami University mit dem Bachelor-Abschluss 1966 und an der Ohio State University mit dem Master-Abschluss 1968 und der Promotion 1972. Ab 1974 war er Professor an der University of Nebraska-Lincoln.
Maslowski befasst sich mit amerikanischer Militärgeschichte, dem amerikanischen Bürgerkrieg und dem Vietnamkrieg. Mit seinem ehemaligen Studenten, dem Krimiautor Don Winslow schrieb er ein Buch über den höchstdekorierten Soldaten des Vietnamkriegs Joe Ronnie Hooper (1938–1979), der aber symptomatisch für das Bild des Vietnamkriegs in der amerikanischen Öffentlichkeit im Vergleich etwa zu dem ähnlich hoch dekorierten Audie Murphy im Zweiten Weltkrieg kaum bekannt war.
1986/87 war er John F. Morrison Professor am US Army Command and General Staff College.
2010 erhielt er den Samuel Eliot Morison Prize. Er war im historischen Beratungskomitee des Department of the Army und im Rat der Society for Military History. Bei der University of Nebraska Press ist er Mitherausgeber der Reihe War, Society and Military.

## Schriften (Auswahl)
- mit Allan R. Millett: For the Common Defense: A Military History of the United States of America, New York: Free Press, Collier Macmillan 1984
- Armed with Cameras: The American Military Photographers of World War II, New York: Free Press, Maxwell Macmillan 1993
- mit Don Winslow: Looking for a Hero: Staff Sergeant Joe Ronnie Hooper and the Vietnam War, University of Nebraska Press 2004
- Treason must be made odious : military occupation and wartime reconstruction in Nashville, Tennessee, 1862–65, Millwood: KTO Press 1978